# Hedilogos
Segundo a mitologia grega, Hedilogos (em grego clássico: Ἡδυλόγος; romaniz.: Hēdylógos – trad.: “voz doce, lisonjeiro”) foi um dos Erotes, os Deuses alados do Amor. Ele era o Deus (ou Daemon, dependendo da crença individual) da conversa doce, da bajulação e dos elogios.
Embora não seja mencionado em nenhuma literatura existente, ele é retratado em pinturas de vasos gregos antigos. Um exemplo sobrevivente é uma retratação do final do século V a.C. presente no British Museum em Londres, onde mostra Hedilogos ao lado de seu irmão Pothos puxando a carruagem da Deusa Afrodite .
No latim Romano, ele era chamado de Hedilogus ou Hedylogus. Seu nome significa alguém que fala gentilmente, suavemente hipnotizante com suas palavras. Além de ἡδῠ́λόγος (Grego Clássico, hēdylógos, pronunciando-se Idilogos), há outras diversas palavras que podem descrever sua habilidade única: μελιστάλακτος e μελισταγής, que podem ser traduzidas como melífluo. 